# Triebel
Triebel é um município da Alemanha, situado no distrito de Vogtlandkreis, no estado da Saxônia. Tem 43,09 km² de área, e sua população em 2019 foi estimada em 1.222 habitantes.